# بندكت الرابع
البابا بنديكت الرابع ((باللاتينية: Benedictus IV)د. 30 تموز / يوليه 903) كان البابا من 1 شباط / فبراير 900 إلى وفاته في 903. أطلق عليه المؤرخ فلودترد في القرن العاشر الميلادي «العظيم», وأثنى على مولده الكريم وكرمه مع العامة. أتى بعد البابا يوحنا التاسع (898-900) ثم تلاه البابا ليو الخامس (903).

## للقراءة
- Bertolini, Ottorino (1966). "Benedetto IV, papa". Dizionario Biografico degli Italiani (DBI) (بالإيطالية). Istituto della Enciclopedia Italiana. Vol. 8. pp. 27–31.
- Ottorino بيرتوليني:قالب:EnciclopediaDeiPapi.

## وصلات خارجية
- بابا Benedikto الرابع katika Kamusi Elezo يا Kikatoliki
- Encyclopædia Britannica
- أوبرا أمنية من قبل Migne Patrologia لاتينا مع الفهارس التحليلية

| سبقه ليو الخامس | باباوات الكنيسة الكاثوليكية الثامن 1099 - 1118 | تبعه يوحنا التاسع |